# Île Saint-Germain
Pour les articles homonymes, voir Saint-Germain.
Ne doit pas être confondu avec Îlot Saint-Germain.
L'île Saint-Germain est une île située sur la Seine. Elle est formée à la base de deux îles distinctes, celle de Billancourt et Longueignon, qui ont été reliées par les ponts de Billancourt. Elle fait partie de la commune d'Issy-les-Moulineaux, dans le département des Hauts-de-Seine.
Longtemps terrain militaire, l’île Saint-Germain devient, au début des années 1980, un parc départemental de 18 hectares.

## Historique
Le nom de l'Île Saint-Germain évoque le souvenir de l'abbaye de Saint-Germain-des-Prés, qui en avait la suzeraineté au Moyen Âge. Les terrains sont rachetés par la famille Lépine après la Révolution française.
Longtemps pâturage de la ferme des Chartreux, elle est au XIXe siècle fréquentée par les peintres ; les canotiers y font danser les grisettes au bal de Robinson. La Société des Glaces et Verreries de Montluçon l'achète en 1853 et y édifie de grandes halles en bois. Un premier pont est inauguré en 1863, un second en 1905.
L'Exposition universelle de 1867 y installe ses pavillons de l'Agriculture, transformés peu après en magasins de l'Intendance Militaire. Située proche de l'île Seguin où étaient installées les usines Renault, l'île Saint-Germain est victime de dommages collatéraux en 1942 lors d'un bombardement des usines.
De 1944 à 1967, l’ile devient une base militaire extraterritoriale américaine abritant unités de soutien technique et de renseignement
Le schéma directeur de la région Île-de-France (SDRIF) de 1965 prévoyait son aménagement en zone portuaire, mais la mobilisation des maires des communes alentour (notamment les maires d'Issy-les-Moulineaux, Boulogne-Billancourt et Meudon) et du département des Hauts-de-Seine a empêché le projet de voir le jour.
En 1980, le terrain est aménagé en parc de douze hectares, nécessitant la démolition de trente-cinq bâtiments, l'apport de 45 000 m3 de terre végétale et un reboisement important (1 500 arbres et 3 500 arbustes). Depuis 1988, la Tour aux figures de Jean Dubuffet se dresse à la proue de I'île.
Des travaux supplémentaires, notamment entre 1993 et 1996, voient l'ajout de huit hectares à la superficie du parc.

## Description
Cette île est divisée en deux parties :
- un côté urbain comprenant des bureaux et des logements, essentiellement des pavillons et des maisons d'artiste et d'architecte. On trouve également à la pointe de l'île des jardins ouvriers gérés par une association d'usagers ;
- un côté parc, plus récent, divisé en deux parties : la partie nord-est qui comprend notamment la Tour aux figures de Jean Dubuffet et la partie centrale, occupée par un poney-club et un jardin naturel évoluant au rythme des saisons et faisant la part belle à la biodiversité.

## Accès
L'île est accessible par trois ponts (de l'amont vers l'aval) :
- le pont d'Issy, à la pointe amont, qui relie le parc à Issy-les-Moulineaux et à Boulogne-Billancourt ;
- une passerelle à une file de circulation, qui la relie uniquement à Issy-les-Moulineaux en enjambant seulement le petit bras de la Seine ;
- les ponts de Billancourt, qui la relient aux deux rives et donnent accès à la partie urbaine.

En aval de cette île se trouve l'île Seguin, longtemps occupée par une usine de construction automobile Renault, rasée en 2004/2005.

## Architecture
L'île est organisée depuis longtemps d’est en ouest. À l'est, sur l'emplacement de l'actuel parc, un quartier industriel où se trouvait notamment des ateliers Renault. À l’ouest, un quartier résidentiel accueillant les ouvriers qui travaillaient sur l'ile ou sur la voisine l'île Seguin,.

### Le parc
Le parc accueille la Tour aux figures de Jean Dubuffet, la colonne tronquée de Jacques-Émile Lecaron ‑ une station de contrôle de la pollution de la Seine, et des vestiges de l'exposition universelle de 1867 : la halle qui héberge le Poney club, et l'escalier attenant aux bâtiments qui se trouvent à l'entrée Est du parc.
Le parc dispose également d'un espace de Street Workout avec équipements d'entrainement sportif, tables de ping-pong et espaces de piquenique avec tables.
Deux parcs canins sont également présents dans le parc où les chiens peuvent être sans laisse pour jouer et courir librement.
Deux aires de jeux sont disponibles pour les enfants. La première aire de jeux est pour les 6-12 ans avec structures de jeux et trampoline et une deuxième aire de jeux pour les plus petits avec balançoires, structures de jeux et toboggans.
Au cœur du Parc départemental de l'Ile Saint-Germain on trouve également un Théâtre du Guignol.

### Quartier résidentiel
Dans les années 1980 et 1990, le quartier ouvrier a été transformé par la présence de l'agence de publicité CLM-BBDO. L'un des cadres de cette agence, Bruno Le Moult, confia entre 1985 et 1987 la construction de sa maison du 29 rue Pierre Poli à Philippe Starck, baptisée la maison Le Moult ou le Sphinx. À la suite de ce projet, le designer conçoit, d'abord pour son habitation personnelle puis pour les bureaux de son agence un bâtiment sur la parcelle mitoyenne, au numéro 27,. Il rêve à cette époque de transformer la rue Poli en « rue Starck ».
Quelques années plus tard, en 1992, l'architecture Jean Nouvel conçoit un « bateau » au 2 allée des Moulineaux pour accueillir les bureaux de l'agence de pub. Sa construction a coûté 160 millions de francs. L'agence y réside de 1993 à 2014.
Depuis de nombreuses maisons d'architectes ont remplacé les pavillons ouvriers. De ce quartier résidentiel ouvrier il ne reste quasiment que le terrain de sport de l'avenue du Bas-Meudon.

## Événements
Les primes des saisons 9 à 12 de Nouvelle Star sont tournés dans un chapiteau éphémère dressé pour l'occasion sur une des pelouses du parc. Il est nommé par la production Arche Saint-Germain.
Les scènes de « speed datings » de l'émission L'amour est dans le pré de la saison 16 (2021) sont tournées dans le restaurant du parc.
Tous les ans, à l'occasion de la fête nationale un feu d'artifice est tiré sur l'île.
Une fête foraine a lieu au sein du parc tous les ans.

## Iconographie
- Maurice de Vlaminck, L'île Saint-Germain à Boulogne-Billancourt, huile sur toile, 70 × 92 cm, collection particulière[19].

## Galerie

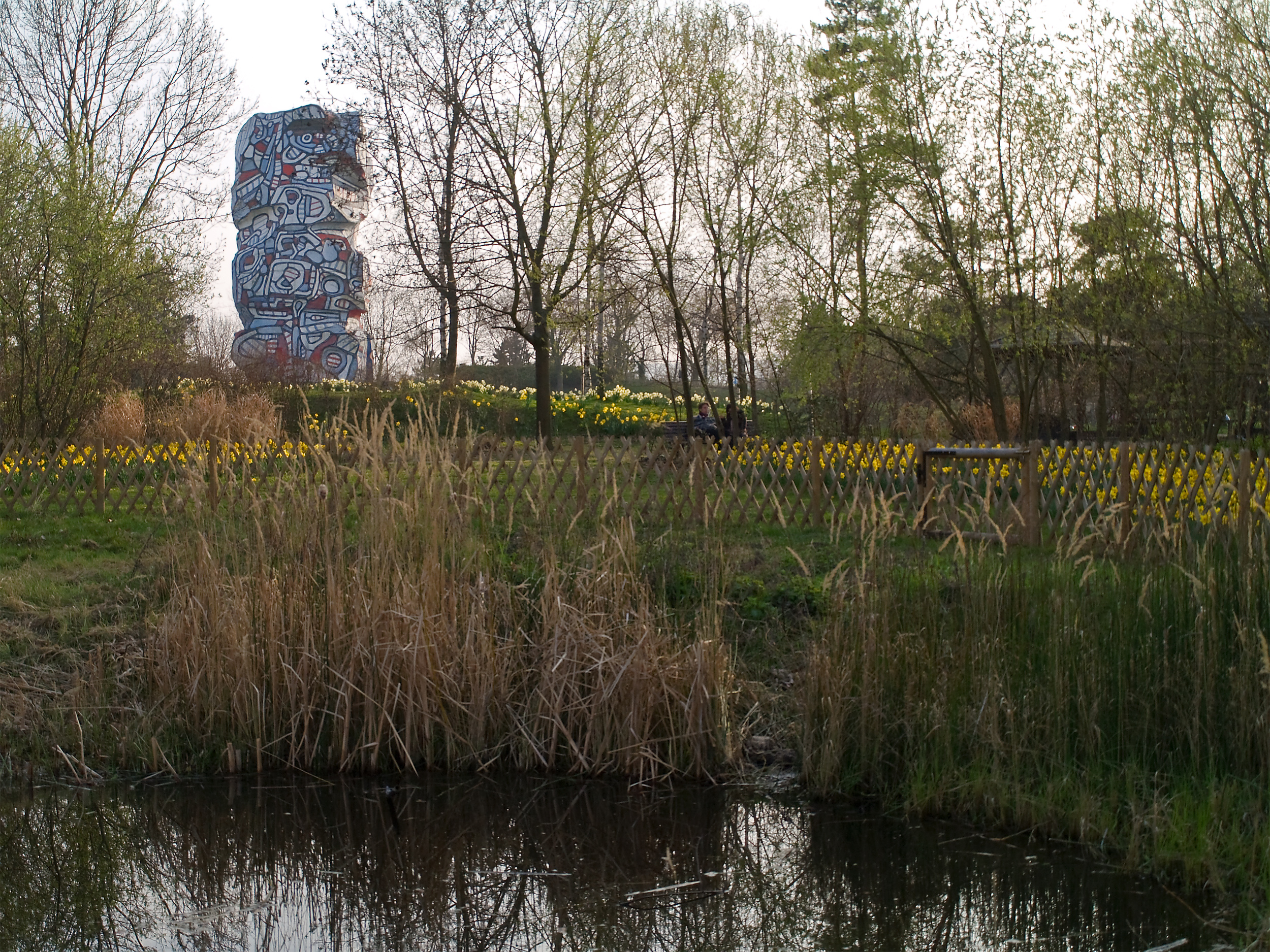
Parc de l'île Saint-Germain.
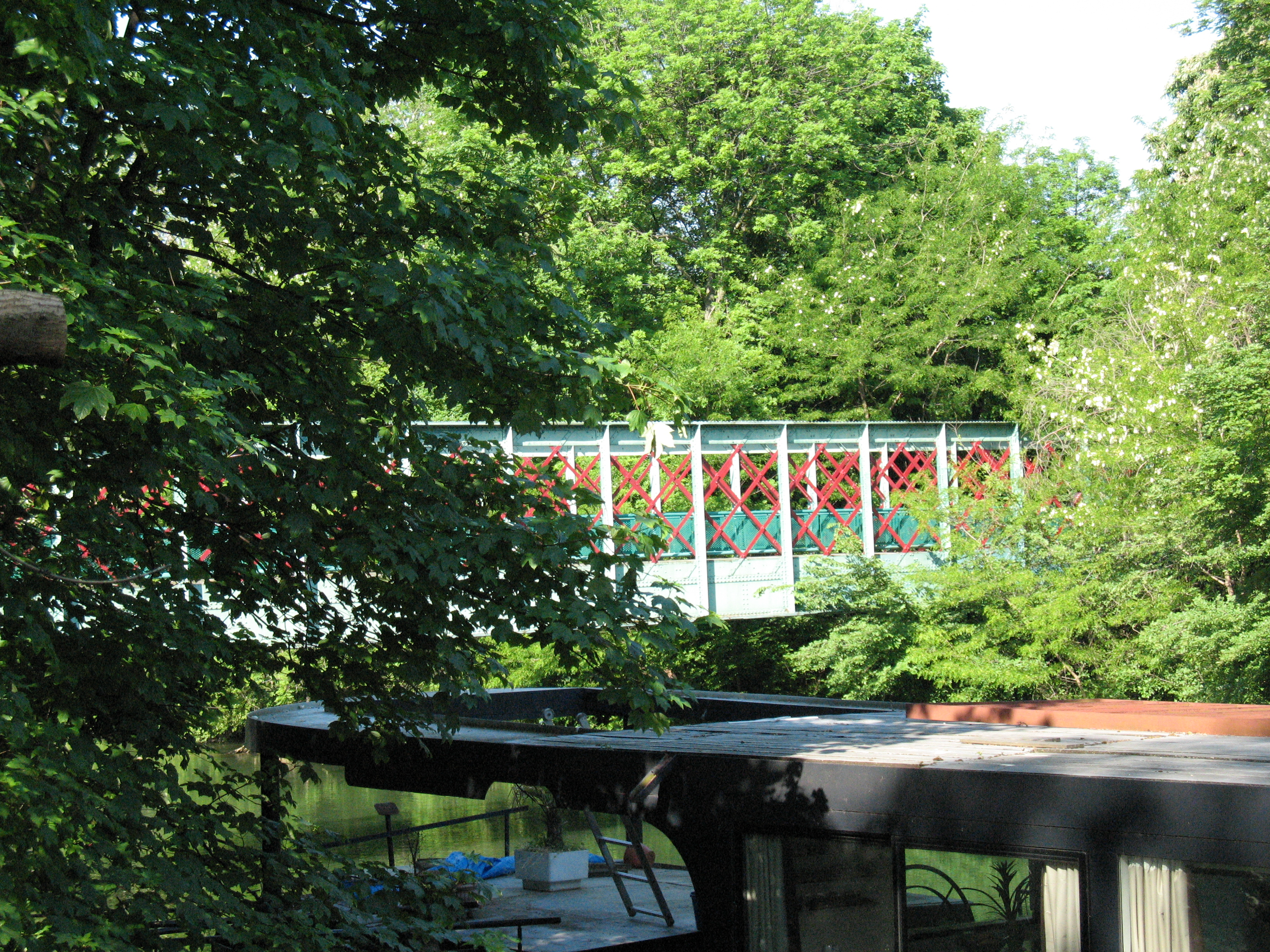
La passerelle.
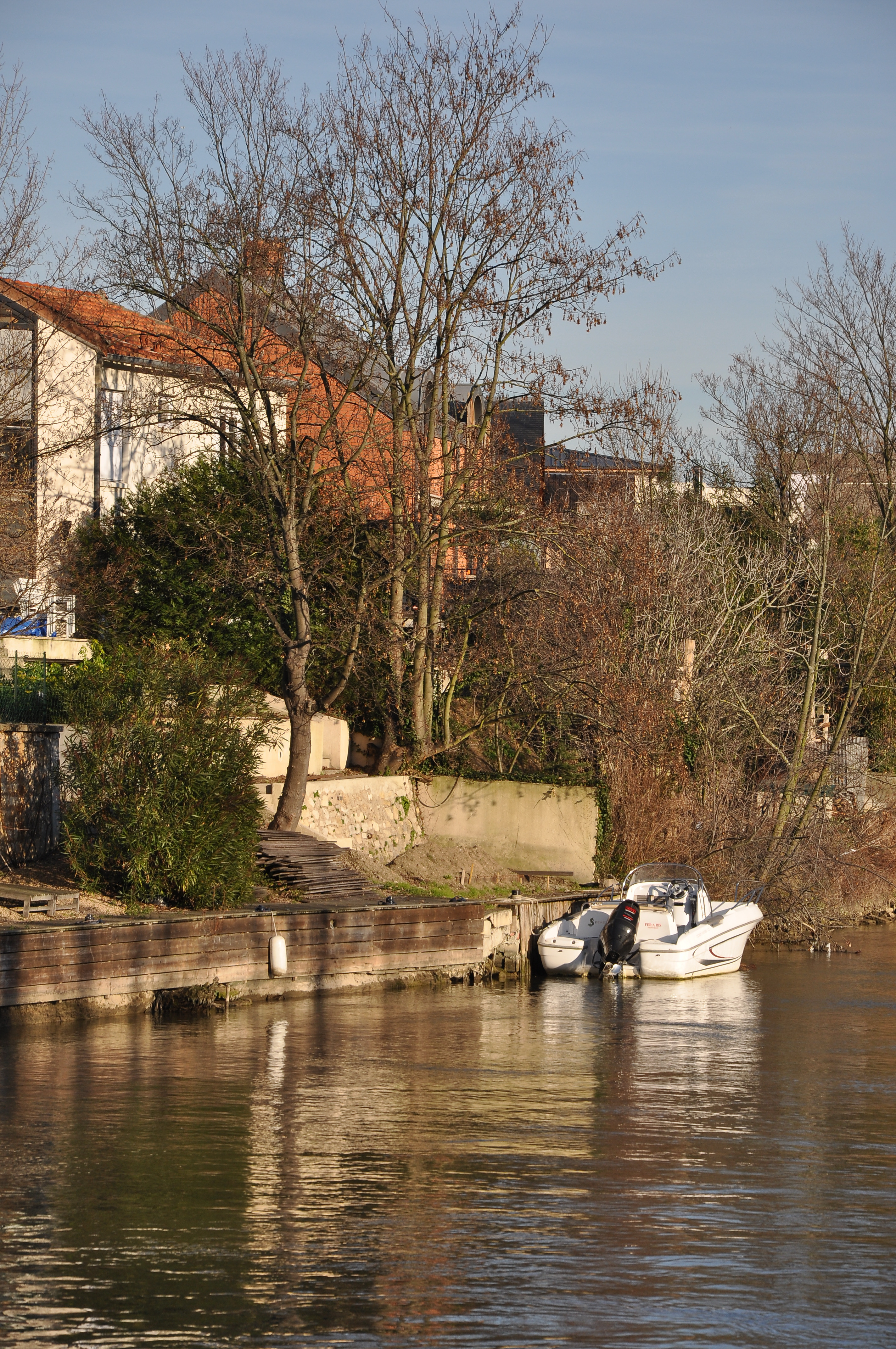
Pointe ouest de l'île.